# Toomas Raadik
Toomas Raadik, né le 15 août 1990 à Pärnu, est un joueur estonien de basket-ball.